# Sphalma quadricollis
Sphalma quadricollis is een keversoort uit de familie blauwe schorskevers (Pythidae). De wetenschappelijke naam van de soort werd in 1872 gepubliceerd door George Henry Horn.